# Gregory Mcdonald
Pour les articles homonymes, voir McDonald.
Œuvres principales
- Rafael, derniers jours
- Série des Fletch

Gregory Mcdonald (Shrewsbury, Massachusetts, 15 février 1937 - Pulaski, Tennessee, 7 septembre 2008) est un écrivain américain auteur de romans, et en particulier de romans policiers.

## Biographie
Gregory Mcdonald étudie à Harvard et est journaliste au Boston Globe pendant sept ans (1966-1973) avant de se consacrer à la littérature.
Son premier roman, Running Scared, publié en 1964 à l'âge de 27 ans, ayant été très controversé, Mcdonald ne publie le second, Fletch, qu'en 1974. La série des 'Fletch', centrée autour du détective Fletcher, compte huit autres titres, publiés entre 1976 à 1986, tous traduits en français. 
Mcdonald a publié d'autres romans policiers (les séries des Flynn, Son of Fletch et Skylar) et des romans généralistes, pour la plupart inédits en français.
Le public anglo-saxon connaît surtout Gregory Mcdonald grâce au personnage de Fletcher. Les deux premiers romans de la série ont obtenu le prix Edgar-Allan-Poe en 1975 et 1977, et l'acteur Chevy Chase a par deux fois incarné Fletcher à l'écran. Un troisième film annoncé avec Chevy Chase pour 2007 ne verra pas le jour et le rôle est repris en 2022  par Jon Hamm dans Confess, Fletch sous la direction de Greg Mottola : bien que ne bénéficiant que d'une sortie limitée, le film reçoit un excellent accueil critique totalisant 85% de critiques favorables sur le site Rotten Tomatoes.
En France, son roman le plus lu est sans doute Rafael, derniers jours (1991, traduit en 1996), qui a obtenu le Trophées 813 du meilleur roman étranger en 1997.
Ce livre ne passa pas inaperçu aux États-Unis, puisqu'il fut adapté au cinéma par Johnny Depp en 1997. Le film est sorti en France sous son titre original, The Brave.

## Œuvres

### SérieFletch
Compte tenu du succès du roman Fletch, l'auteur écrivit plusieurs suites et préquelles dont la liste est donnée ici dans l'ordre chronologique interne au cycle.
- Fletch Won, 1985 ; traduction française Fletch se défonce, J'ai lu, 1988 (Roman policier)
- Fletch, Too, 1986 ; traduction française Fletch père & fils, J'ai lu, 1990 (Roman policier)
- Fletch and the Widow Bradley, 1981 ; traduction française Fletch et la Veuve Bradley, Engrenage no 125 Fleuve noir, 1985
- Fletch, 1974 ; traduction française Fletch, Belfond, 1977. Prix Edgar-Allan-Poe (premier roman) 1975
- Carioca Fletch, 1984 ; traduction française Fletch à Rio, J'ai lu, 1986 (Roman policier)
- Confess, Fletch, 1976 ; traduction française Fletch, à table !, Fayard, 1981 (Fayard noir). Prix Edgar-Allan-Poe (Paperback original) 1977. Ce roman fait aussi apparaître pour la première fois l'inspecteur Flynn, héros d'un autre cycle de romans policiers.
- Fletch's Fortune, 1978 ; traduction française La Fortune de Fletch, Engrenage no 98 Fleuve noir, 1984
- Fletch's Moxie, 1982 ; traduction française Le Culot de Fletch, J'ai lu, 1985 (Roman policier)
- Fletch and the Man Who, 1983 ; traduction française Fletch et les Femmes mortes, J'ai lu, 1985 (Roman policier)

On peut noter qu'il existe deux romans mettant en scène le fils de Fletch, Jack. L'éditeur imposa la mention Fletch dans les titres.
- Son of Fletch (titre voulu par Mcdonald : Jack's story), 1993
- Fletch reflected (titre voulu par Mcdonald : Jack and the Perfect Mirror), 1994

### SérieInspecteur Flynn
L'inspecteur Flynn apparaît pour la première fois dans le roman Fletch, à table ! (Confess, Fletch !).
- Flynn, 1977 ; traduction française Flynn s'amuse, J'ai lu, 1986 (Roman policier)
- The Buck Passes Flynn, 1981 ; traduction française Flynn joue et gagne, Mazarine, 1985
- Flynn's In, 1984 ; traduction française Flynn se fâche, Mazarine, 1986
- Flynn's World, 2003

### SérieSon of Fletch
- Son of Fletch, 1993
- Fletch Reflected, 1994

### SérieSkylar
- Skylar, 1995
- Skylar in Yankeeland, 1997

### Autres ouvrages
- Running Scared, 1964
- Love Among the Mashed Potatoes, 1978
- Who Took Toby Rinaldi?, 1978 ; traduction française La Foire aux longs couteaux, Gallimard, 1981 (Série noire)
- The Education of Gregory McDonald, 1985
- Safekeeping, 1985
- A World Too Wide, 1987
- Exits and Entrances, 1988
- Merely Players, 1988
- The Brave, 1991 ; traduction française Rafael, derniers jours, Fleuve noir, 1996. Trophées 813 (meilleur roman étranger) 1997

### Adaptations cinématographiques
- 1972 : Running Scared, film britannique réalisé par David Hemmings
- 1985 : Fletch aux trousses (Fletch), film américain réalisé par Michael Ritchie, scénario d'Andrew Bergman, avec Chevy Chase dans le rôle-titre.
- 1989 : Autant en emporte Fletch ! (Fletch Lives), film américain réalisé par Michael Ritchie, scénario de Leon Capetanos, avec Chevy Chase dans le rôle-titre.
- 1997 : The Brave, film américain réalisé par Johnny Depp, scénario de Paul McCudden.
- 2022 : Avoue, Fletch (Confess, Fletch) film américain réalisé par Greg Mottola, scénario de Zev Borow et Greg Mottola.